# Nahar Hāshem
Nahar Hāshem (persiska: Cham-e Vazīr, نهر هاشم, نرهاشم, چموزير) är en ort i Iran.   Den ligger i provinsen Lorestan, i den västra delen av landet, 400 km sydväst om huvudstaden Teheran. Nahar Hāshem ligger 1 050 meter över havet och antalet invånare är 107.
Terrängen runt Nahar Hāshem är varierad. Nahar Hāshem ligger nere i en dal. Runt Nahar Hāshem är det ganska tätbefolkat, med 72 invånare per kvadratkilometer. Närmaste större samhälle är Khorramābād, 19,7 km öster om Nahar Hāshem. Omgivningarna runt Nahar Hāshem är i huvudsak ett öppet busklandskap.